# Kęsowo (gmina)
Kęsowo est une gmina rurale du powiat de Tuchola, Couïavie-Poméranie, dans le centre-nord de la Pologne. Son siège est le village de Kęsowo, qui se situe environ 11 km au sud-ouest de Tuchola et 53 km au nord de Bydgoszcz.
La gmina couvre une superficie de 108,82 km2 pour une population de 4 381 habitants.

## Géographie
La gmina est bordée par les gminy de Chojnów, Gromadka, Lubin, Polkowice, Przemków et Radwanice.